# 大阪府道256号東鳥取南海線
大阪府道256号東鳥取南海線（おおさかふどう256ごう ひがしとっとりなんかいせん）は、大阪府阪南市から泉南市に至る一般府道である。

## 概要
阪南市自然田（じねんだ）から泉南市男里（おのさと）6丁目に至る。
阪南市が旧泉南郡阪南町として合併して誕生する以前の、旧東鳥取町と旧南海町（ともに泉南郡に含まれていた）の付近を起終点としていることから、このような法定路線名となっており、現在では、この2つの地名は共に字名としても残されていない。
阪南ICから下出北交点までは、中央分離帯のある片側2車線、それ以外は中央分離帯のない片側1車線の道路である。

### 路線データ
- 起点：大阪府阪南市自然田（阪南IC交差点、大阪府道261号自然田鳥取線交点、阪和自動車道 阪南IC）
- 終点：大阪府泉南市男里6丁目（菟砥橋（うどばし）北詰交点、大阪府道250号鳥取吉見泉佐野線交点）
- 総延長：2.3 km

## 路線状況

### 重複区間
- 和歌山県道・大阪府道752号和歌山阪南線（阪南市自然田・桜ケ丘北交差点 - 阪南市下出・下出北交差点）
- 大阪府道204号堺阪南線（阪南市下出・下出北交差点 - 泉南市男里4丁目・男里川交差点）

### 道路施設

#### 橋梁
- 鳥取中高架橋（山中川、阪南市）
- 男里川橋（男里川、阪南市 - 泉南市、大阪府道204号堺阪南線重複区間内）

## 地理

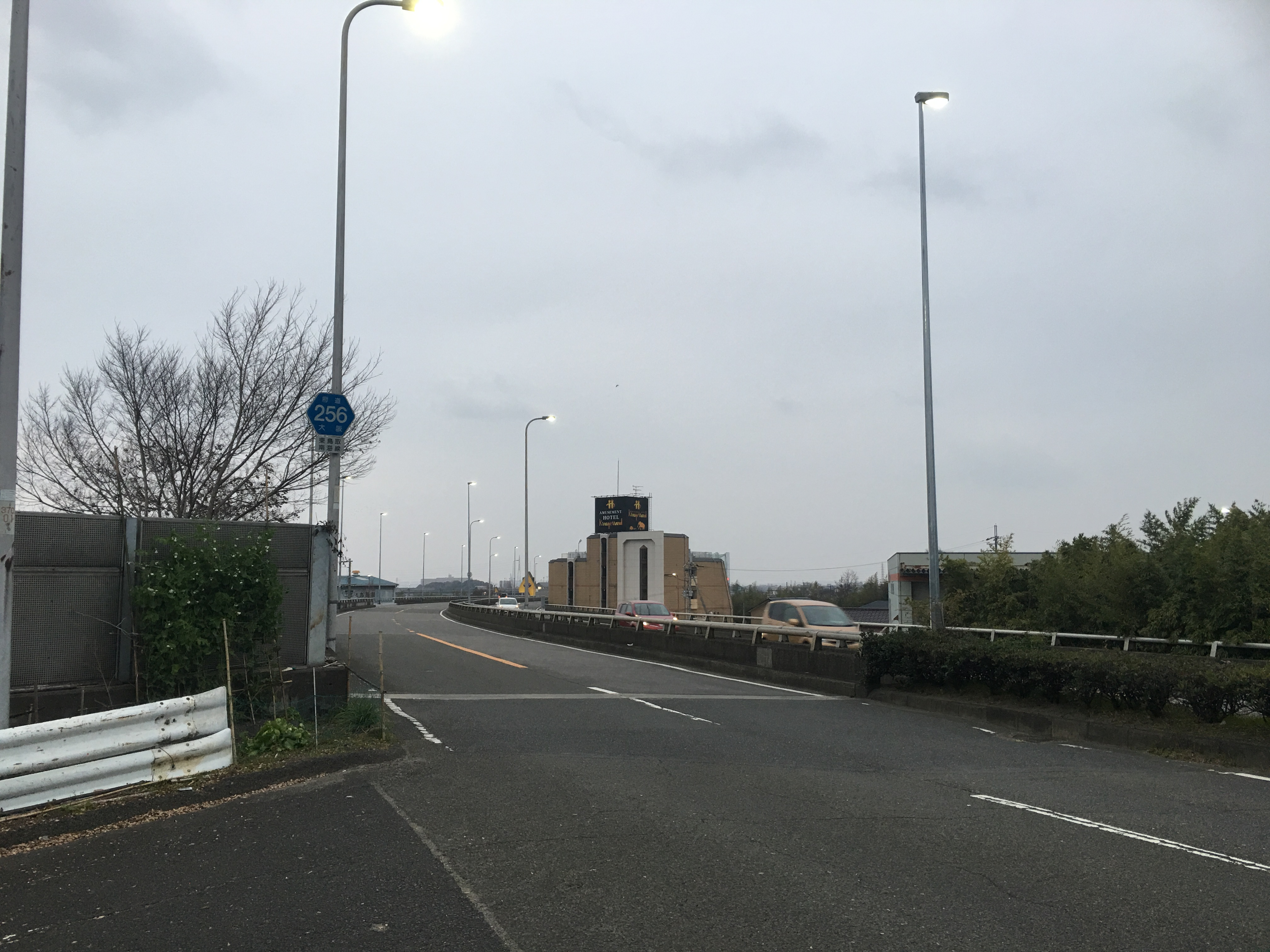
阪和自動車道 阪南IC付近の片側2車線高架区間。国道26号と阪和自動車道 南紀田辺方面とを結ぶフィーダー線として機能しており、交通量は多い
大阪府阪南市自然田

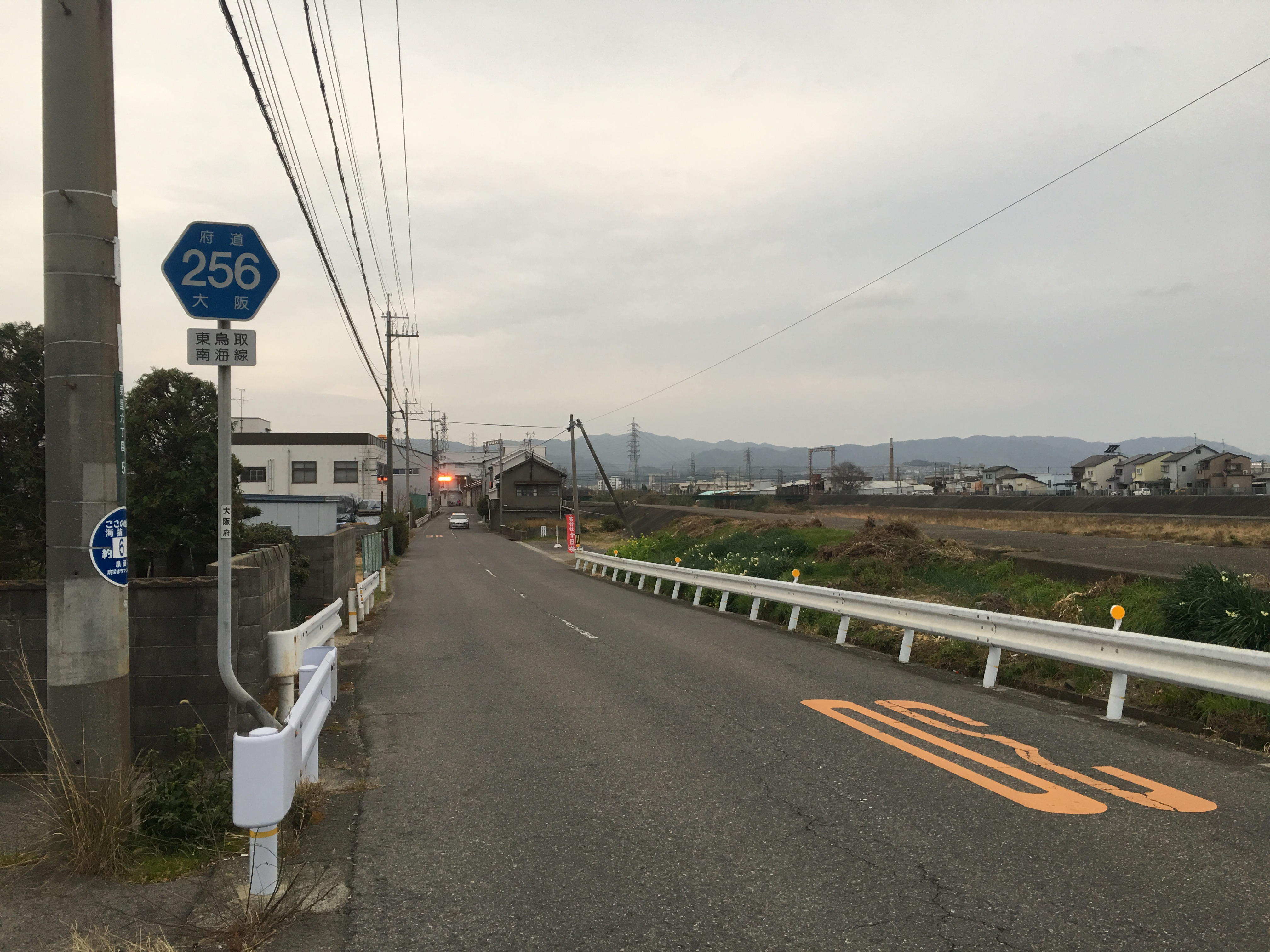
大阪府道256号東鳥取南海線。写真右側に見える男里川右岸を通る区間
大阪府泉南市男里六丁目

### 通過する自治体
- 大阪府
  - 阪南市 - 泉南市

### 交差する道路
| 交差する道路                                                                          | 市町村名 | 交差する場所          | 交差する場所                        |
| ------------------------------------------------------------------------------------- | -------- | --------------------- | ----------------------------------- |
| E26 阪和自動車道 大阪府道261号自然田鳥取線                                            | 阪南市   | 自然田（じねんだ）    | 阪南IC交差点 / 起点 20 阪南IC       |
| 国道26号 / 第二阪和国道（一般部） 和歌山県道・大阪府道752号和歌山阪南線 重複区間起点  | 阪南市   | 自然田                | 桜ヶ丘北交差点                      |
| 大阪府道204号堺阪南線 重複区間起点 和歌山県道・大阪府道752号和歌山阪南線 重複区間終点 | 阪南市   | 下出（しもいで）      | 下出北交差点                        |
| 大阪府道204号堺阪南線 重複区間終点                                                    | 泉南市   | 男里（おのさと）4丁目 | 男里川交差点                        |
| 大阪府道250号鳥取吉見泉佐野線                                                         | 泉南市   | 男里6丁目             | 菟砥橋（うどばし）北詰交差点 / 終点 |

### 交差する鉄道
- 南海本線

### 沿線
- 玉井整形外科内科病院
- 阪南市立斎場